# 小原信

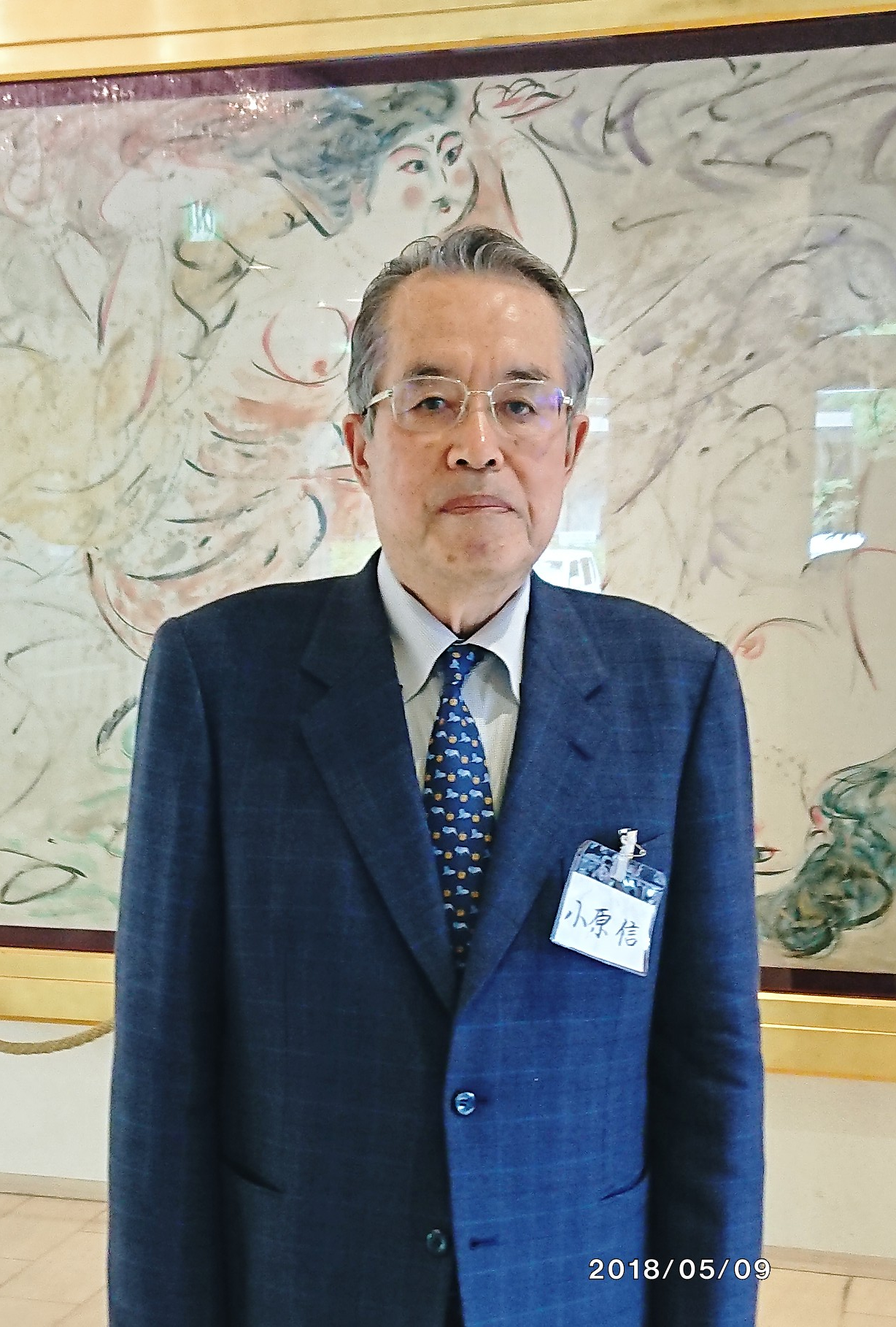

小原 信（おはら しん、1936年10月3日- ）は、日本の哲学者（倫理学）。青山学院大学名誉教授。

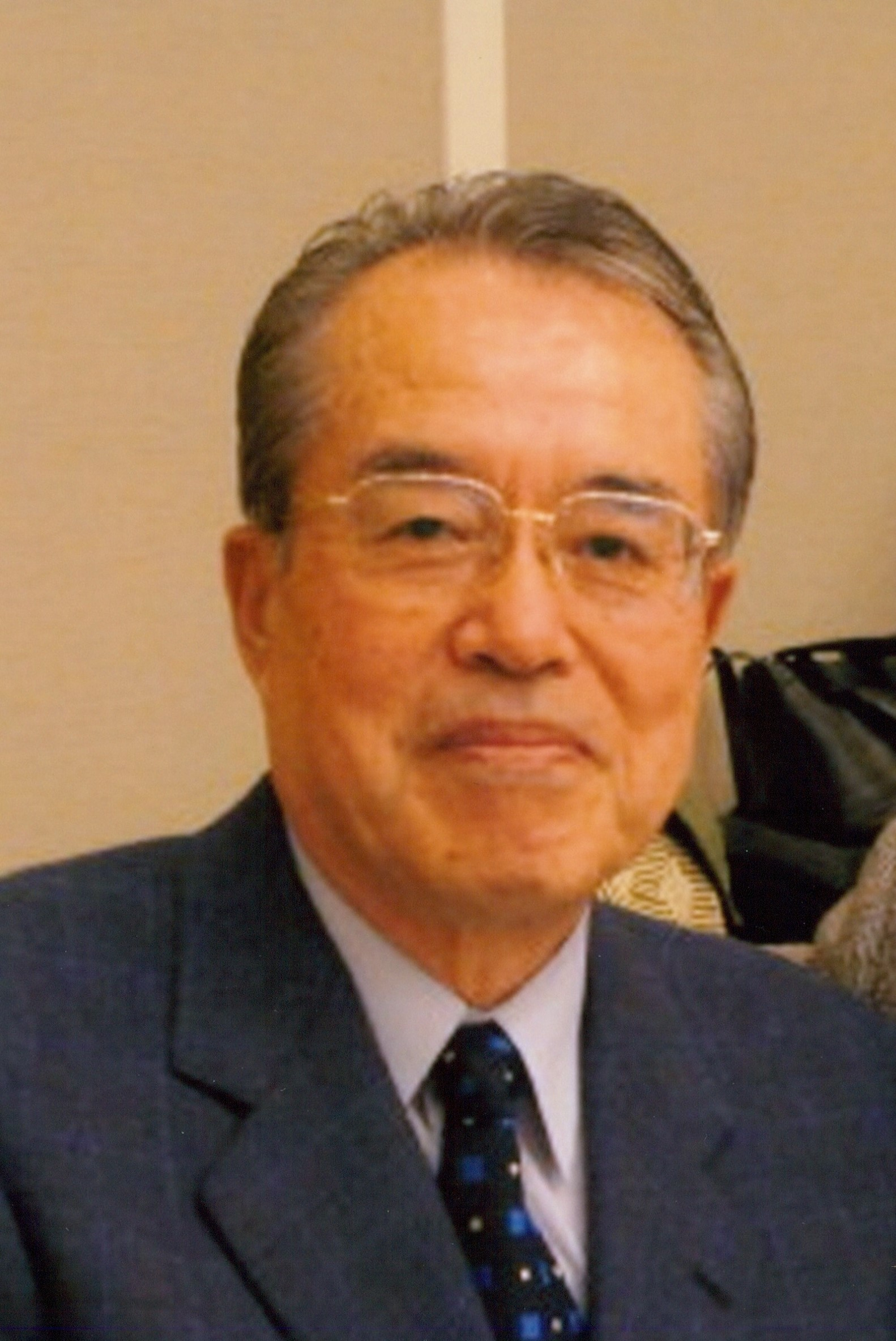

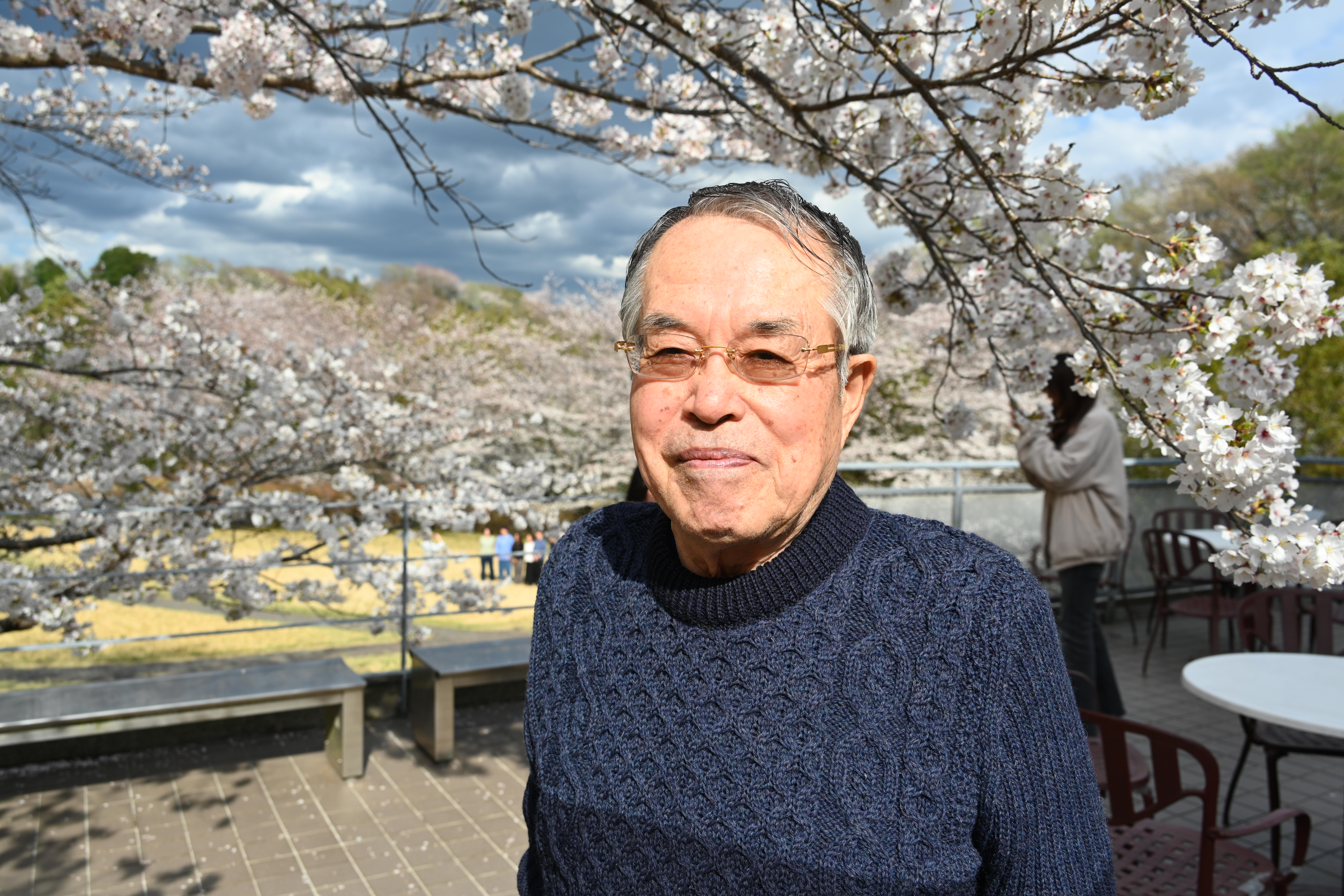

## 略歴
神戸市出身。国際基督教大学卒業後、東京大学大学院、イェール大学大学院で学び、1966年「神学的議論からみたキェルケゴール」でPh.D.。1970年に和辻哲郎賞（日本倫理学会）を受賞。1979年から1997年まで青山学院大学文学部教授、1998年から2005年まで同大国際政治経済学部教授を務める。生命倫理・キリスト教に関する研究とともに現代の若者文化に対する言及でも知られる。

## 著書
- Kierkegaard's Authorship Considered as an Ethical Argument, University Microfilms, Michigan1967
- 『状況倫理の可能性』（中公叢書、中央公論社 1971年）
- 『孤独と連帯』（中公新書、中央公論社 1972年）
- 『退屈の時代』（PHP研究所 1973年）
- 『われとわれわれ』（中公新書、中央公論社 1974年）
- 『現代の病根』（PHP研究所 1974年）
- 『評伝　内村鑑三』（中公叢書、中央公論社 1976年）
- 『女・子ども・コミュニティ』（PHP研究所 1976年）
- 『新・アメリカ見聞録』（PHP研究所 1978年）
- 『状況倫理ノート』（講談社現代新書 1979年）
- 『若き女性への手紙　個性的な自立を』（PHP研究所 1979年）『若い女性への手紙』三笠書房・知的生きかた文庫
- 『時間意識の構造 日本的活力の根源』（PHP研究所 1979年） 『日本人の時間意識』三笠書房・知的生きかた文庫
- 『考えること・生きること 日常生活の哲学』（日本放送出版協会 1980年）のち三笠書房・知的生きかた文庫
- 『日本人の時間』現代セミナー14,現代研究会 1980
- 『倫理私想　あたりまえの再定義』（以文社 1984年）
- 『人間の人間らしさ』（新教新書、新教出版社 1984年）
- 『退屈について』（知的生きかた文庫、三笠書房 1985年）
- 『出会いの人間学』（三笠書房 1986年）
- 『ファンタジーの発想　心で読む5つの物語』（新潮選書, 新潮社 1987年）
- 『「若さ」という財産を無駄づかいするな!』（三笠書房 1988）
- 『内村鑑三の生涯 近代日本とキリスト教の光源を見つめて』（PHP研究所 1992年）のち文庫
- 『シングル・ルームの生き方』（新潮選書 新潮社 1992年）
- 『ビューティフル・デス 有終の倫理学』（中公叢書 中央公論社 1994年）
- 『世紀末の幸福論 いま生き方が問われている』（PHP研究所 1995年）
- 『ホスピス いのちと癒しの倫理学』（ちくま新書、筑摩書房 1999年）
- 『あかさたな 哲学的散文詩』（以文社 2001年）
- 『いのちの継承』（新教新書、新教出版社 2001年）
- 『iモード社会の「われとわれわれ」 情報倫理学の試み』（中公叢書、中央公論社 2004年）
- 『あなたはひとりではない　あかさたな』（以文社 2006年）
- 『自分史心得帖』（教文館 2009年）
- 『ニューヘヴンの冬』（文藝春秋企画出版部 2015年）（文藝春秋 発売）
- 『十四歳からの読書ナビ』（教文館 2021年）
- 『この星の時間　令和版 内村鑑三論』（新潮社 2024年）

### 共編
- 『日本社会と生命倫理』（編著、森下直貴との共編 以文社 1993年）
- 『日本の福祉 福祉の多様化と介護保険制度』（編著、神長勲との共編 以文社 2001年）

### 翻訳
- H.R.ニーバー『責任を負う自己』（新教出版社 1967年）
- アルタイザー, ハミルトン『神の死の神学』（新教出版社 1969年）
- J.フレッチャー『状況倫理 新しい道徳』（新教出版社 1971年）

### 責任編集
- キリスト教文化学会『プロテスタント人物史』ヨルダン社、1990、654ｐ

- 『若き友へ』(秋田稔先生古稀記念エッセー集）ヨルダン社、1990、312ｐ

- 『ＩＣＵ３期生 卒業後５０年の歩み』クレスト・アイ、2009、408ｐ

### パンフレット
- 「問われているキリスト教大学・世俗化のなだなかで」西南学院大宗教部、1983/1,13p
- 『それでも 私は<りんごの木>を植える』YMCA午餐会双書, 2007,42ｐ

- 「情報化社会の倫理的想像力」倶進会講演会記録、2017/7、66ｐ

- 「情報化社会の倫理的想像力」ＩＣＵ哲学研究会シンポジウム講演、2019/3、64ｐ

### 対談
- 「キリスト教と世俗化と土着の問題」（速見利彦、小原 信、三浦義和）

　　『教会教育』1967年12月号
- 「終末論的様相をどうとらえるか」（堀米庸三、いいだもも、小原 信）、岡敬三他編

　　『遊びの研究』6章、三一書房、1976
- 「現代におけるキリスト教倫理」（小原 信、高柳俊一、大木英夫）、『日本の神学』

　　日本基督教学会、1979、18号
- 「頭をよくする近未来的方法」（小原 信、山崎洋子）、『そのまんま東のそんなばかな』

　　第三章、海越出版社、1993
- 「<小原倫理学>を語る」（小原 信、嶋田順好、土山實男）、『青山国際政経論集』

　　67，2005/8

### 外国語論文
- “Sentimento e Pensamento do Japones Atual, Nosson, ”1984, Formento Cultural Rural Nipo -Burasileira,  (「現代日本人の感覚と思考」のポルトガル語訳)

- 『総有一天、我也会変成雨』王蘊潔訳､水瓶世紀文化社（『世紀末の幸福論』PHP研究所、1999の中国語訳）

### 単行本未収録論文
- “Kierkegaard on Ethics and Language､”Christianity and Culture, 3, 1967/3

- 「キルケゴールにおける倫理と言語」『日本の神学』6, 1967

- “Language and the Ethical in the Thought of Kierkegaard､”『青学女子短大紀要』 21, 1967/11
- 「キルケゴールにおける倫理と伝達の問題」『道徳教育』1968/4

- “The Ethical and the Coceptual､”『青学女子短大紀要』22, 1968/11

- 「キルケゴールにおける言語と伝達の問題」『倫理学年報』18, 1969

- 「信仰について」『講座哲学』４，東京大学出版会、1973

- 「戦時下民衆の意識」『日本思想史講座』２、雄山閣、1976
- 「人間観の問題と教育論」『道徳と教育』1978/7･8

- “Time as Japanese Civil Religion,” Look Japan, 1979/９/10＆10/10
- 「アメリカにおける家庭の崩壊」『聖書と教会』1981/7

- 「無神論と市民宗教」『理想』 1985/2
- 「出会いのある人生」『向上』1986/7

- 「生と死の倫理学」『生命と倫理』日本倫理学会論集24, 慶応通信,1989

- 「市民宗教との対決」『日本の神学』29, 1990

- 「日本人の時間の考え方」『日本人の才覚研究』日本ﾘｸﾙｰﾄｾﾝﾀｰ、1982

- 「情報化社会の倫理」『信濃教育』1996/8

- 「西洋思想における信と知」『信と知』慶応通信1993
- 「助産婦はいるのに 助死者がいません」『New Paradigm』1995秋号
- 「現代社会の危機とキリスト教」（日本学術会議シンポジウム発題）『青学大論集』37, 1996

- “The Brain-Death Contraversy: The Japanese View of Life, Death, and Bioethics,”

　　　The Japan Foundation Newsletter, 1997/8
- 「ファンタジーとの出会い」『星の王子さまファンクラブ会報誌』創刊号,1998/3

- 「いのちのシングル・ルーム化」『青山国際政経論集』45、1999/2

- 「キリスト教倫理と日本社会」 『キリスト教文化学会年報』45, 1999/10

- 「自分軸時代の内的生命：We-dentityとしてi-dentity・情報化社会のコミュニケイション」Ⅱ

　　　 『青山国際政経論集』48, 1999/9
- “We-connsciousness and terminal patients: Some biomedical reflections onJapanese Civil Religion, ” in The Moral Status of Persons, ed. by Gerhold K.Becker, Amsterdam, 2000

- 「死の現在についての7つの命題」『AERA: Special』60, 2000

- 「情報化社会の近未来像：情報化社会のコミュニケイション」『青山国際政経論集』49, 2000/3, 50, 2000/6, 51, 2000/9

- 「福祉原論としての<配分>の哲学」『日本の福祉』2001,以文社

- 「タマル論」『聖書を彩る女性たち』(小塩節古稀記念論文集）毎日新聞社, 2002
- 「アイデンティティのケータイ化」 『教育と医学』2003/5
- 「自分がなくたってケータイがあるもん」『New Paradigm』34, 2003夏号

- 「不安定なつながりが逆に孤独を深めている」『中央公論』2004/4

- 「幻実に翻弄される若者の時間と空間」『中央公論』2005/3

- 「<死の意味>の教育・そのあり方」 『教育と医学』2005/6

- 「情報化社会の諸問題」 『青山国際政経論集』67, 2005/8
- 「情報倫理」『都市と建築の地平を拓く』日本建設通信新聞社、2005/8

- 「情報化社会の倫理的想像力」Maaturity､2006/1

- 「いのちをつなぐ」『白壁』25、 2010冬号

- 「『星の王子さま』について」『星の王子とサンテグジュペリ』 河出書房新社 2013

#### 「記憶の人間学」関係
- 「出会いとしての自分史」『青学大文学部紀要』38, 1996
- 「記憶論序説･Ⅰ記憶の遠近法」『青学大論集』42, 2001
- 「記憶論序説･Ⅱ純粋」『青学大論集』43, 2002
- 「記憶論序説･Ⅲ帰郷」『青学大論集』44, 2003
- 「記憶の人間学」1記憶,『青山国際政経論集』56, 2002/5
- 「記憶の人間学」2他者,『青山国際政経論集』57, 2002/8
- 「記憶の人間学」3イメージ,『青山国際政経論集』58, 2002/10
- 「記憶の人間学」4まぼろし,『青山国際政経論集』59, 2003/1
- 「記憶の人間学」5こだわり,『青山国際政経論集』60, 2003/5
- 「記憶の人間学」6母性, 『青山国際政経論集』61, 2003/8
- 「記憶の人間学」7ふるさと,『青山国際政経論集』62 , 2004/1
- 「記憶と記録」『青山国際政経論集』63, 2004/5

#### 「内村鑑三」関係
- 「(鈴木範久との)対論書評・内村鑑三伝をめぐって」『本のひろば』1978/1
- 「内村鑑三における文体と論理」『青学女子短大紀要』32, 1978
- 「内村鑑三:『無教会』発刊のころ」『キリスト教文化学会年報』24､1978/11
- 「内村鑑三：内面のふるさとアメリカ」『望星』1979/1
- 「内村鑑三と塚本虎二」『去思と望憶』1979
- 「内村鑑三における寛容と非寛容」『内村鑑三研究』１５，１９８０/１０
- 「内村鑑三の社会評論：『萬朝報』客員時代を中心に」『青学大論集』21, 1980
- 「内村鑑三の文明評論：『聖書之研究』を中心に」『青学文学部紀要』22, 1980
- 「内村鑑三と近代日本」『青学大論集』22, 1981
- The Thought of Uchimura Kanzo and its Relevance to Contemporary American

　　Religion, Culture and Religion in Japanese-American Relations: Essays on Uchimura
　　Kanzo, Michigan Papers in Japanese Studies, 1981
- 「内村鑑三における時間と歴史」『青学大文学部紀要』23, 1981
- 「内村鑑三における天然」『内村鑑三研究』１８，１９８２/９
- 「内村鑑三とその兄弟」『青学大文学部紀要』24, 1982
- 「内村鑑三とその両親」『青学大論集』23, 1982
- 「内村鑑三の<聖書>解釈」『青学大論集』24,1983
- 「内村鑑三を読むということ」『内村鑑三研究』２７、1988/9
- 「キルケゴールと内村鑑三」 『日本の神学』27, 1988
- 「解題：近代日本の文化形成」『プロテスタント人物史』ヨルダン社、1990
- 「内村鑑三と８０年代」『調布市講演会記録集』, 1994/1
- 「内村鑑三と新渡戸稲造」『青山国際政経論集』 1999/5, 46
- 「多面体としての内村鑑三」『内村鑑三研究』 34, 1999/12
- 「内村鑑三：キリスト者、それゆえにこそ日本人」『日本のこころ』講談社, 2002